# Refuge de la Selle
Le refuge de la Selle est un refuge du massif des Écrins, dans le vallon du Diable, qui donne sur la vallée du Vénéon.

## Accès
On accède au refuge  par un sentier à partir du hameau des Prés (1 639 m, commune de Saint-Christophe-en-Oisans), en remontant le vallon du Diable.

## Historique
La Société des Touristes du Dauphiné fait construire un premier refuge en pierre de 10 places en 1878. Il est remplacé en 1934 par un nouveau refuge de 16 places, qui est aujourd'hui utilisé comme refuge d'hiver. Une annexe pour le gardien est ajoutée en 1948. Le refuge actuel est construit en 1970 et agrandi en 1995-1997.

## Courses et sommets
- Col du Replat et Têtes Nord et Sud du Replat
- Le Râteau, sommets ouest et Est
- Col de la Lauze
- Pointe Thorant
- Pointe d'Amont